# جان بيار برنارد
جان بيار برنارد (بالفرنسية: Jean-Pierre Bernard )‏ (و. 1933 – م) هو ممثل، من فرنسا، ولد في باريس.

## التعليم
تعلم في المعهد الوطني العالي للفنون الدرامية ‏.

## وصلات خارجية
- جان بيار برنارد على موقع IMDb (الإنجليزية)
- جان بيار برنارد على موقع ألو سيني (الفرنسية)
- جان بيار برنارد على موقع أول موفي (الإنجليزية)
- جان بيار برنارد على موقع قاعدة بيانات الأفلام السويدية (السويدية)
- جان بيار برنارد على موقع ديسكوغز (الإنجليزية)
- جان بيار برنارد على موقع قاعدة بيانات الفيلم (الإنجليزية)
- جان بيار برنارد على موقع كينوبويسك (الروسية)